# Kalik Károly
Kalik Károly (Keresztvár, 1928. február 9. – 1998) erdélyi származású magyar matematikus, egyetemi tanár.

## Életpályája
A marosvásárhelyi római katolikus gimnáziumban érettségizett 1948-ban. 1951-ben elvégezte a Bolyai Tudományegyetem matematika-fizika szakát. 1951 és 1955 között aspiráns volt Leningrádban (ma Szentpétervár), ahol 1955-ben megszerezte a doktorátust. A kolozsvári Bolyai Tudományegyetemen (1950-től), majd a Babeș–Bolyai Tudományegyetemen tanított. Az 1980-as évek közepén Németországba disszidált.

## Munkássága
Kutatási területe a differenciálegyenletek témaköre. Főleg a parciális differenciálegyenletek elméletével és ezek gyakorlati alkalmazásával foglalkozott. Peremérték-feladatokat tanulmányozott először variációs módszerekkel, majd közelítő és numerikus módszerekkel, véges-elemek és határelemek módszerét használva. Egyebek között bizonyította, hogy az elliptikus egyenletekre vagy egyenletrendszerekre vonatkozó Dirichlet- vagy Neumann-féle peremérték-feladatok, bikonvex tartomány esetében, megoldhatók H. A. Schwarz általánosított módszerével. Több dolgozata jelent meg Szilágyi Pállal közösen.

### Könyvei
Kalik, Carol: Ecuaţii cu derivate parţiale, Editura Didactică şi Pedagogică, Bucureşti, 1980.

### Cikkei (válogatás)
- Kalik, C. Application of the finite element method to some Dirichlet problems (in Russian), Anal. Numér. Théor. Approx. 6, 23–29 (1977).
- Kalik, C. Un théorème d'existence pour une inéquation variationnelle, Anal. Numér. Théor. Approx. 9, 47–53 (1980).
- Kalik, C. Un théorème de convergence pour la méthode des éléments finis dans le cas des problèmes aux limites non-linéaires, Babeş–Bolyai Univ., Fac. Math., Res. Semin. Prepr. 2, 79–82 (1983).
- Kalik, C.: Sur deux problèmes de la meilleure approximation dans les espaces de Banach, Anal. Numér. Théor. Approx. 11, 89–97 (1982).
- Kalik, C.: Generation d'éléments spline à l'aide des applications monotones, Stud. Univ. Babeş–Bolyai, Math. 25, No.3, 66–71 (1980).
- Kalik, C Sur l'existence de la solution faible de quelques problemes Dirichlet non-lineaires(románul), 'Studia Univ. Babeş–Bolyai, Math 21, 45–50 (1976).
- Kalik, C. Resolution approximative des equations differentielles a l'aide d'une classe de fonctions splines (románul),  Studia Univ. Babeş–Bolyai, Ser. Math.-mech. 16, No.2, 21–26 (1971).
- Kalik, C. Les fonctionnelles generatrices des fonctions splines, Studia Univ. Babeş–Bolai, Ser. Math.-mech. 16, No.1, 61–64 (1971).
- Kalik, C. Interpolating spline elements in Banach spaces, Math., Rev. Anal. Numér. Théor. Approximation, Math. 18(41), 153–164 (1976).